# Inteligentní plastelína
Inteligentní plastelína je speciální druh tvárné hmoty. Většinou vyráběna ze silikonového oleje a kyseliny borité (H₃BO₃)

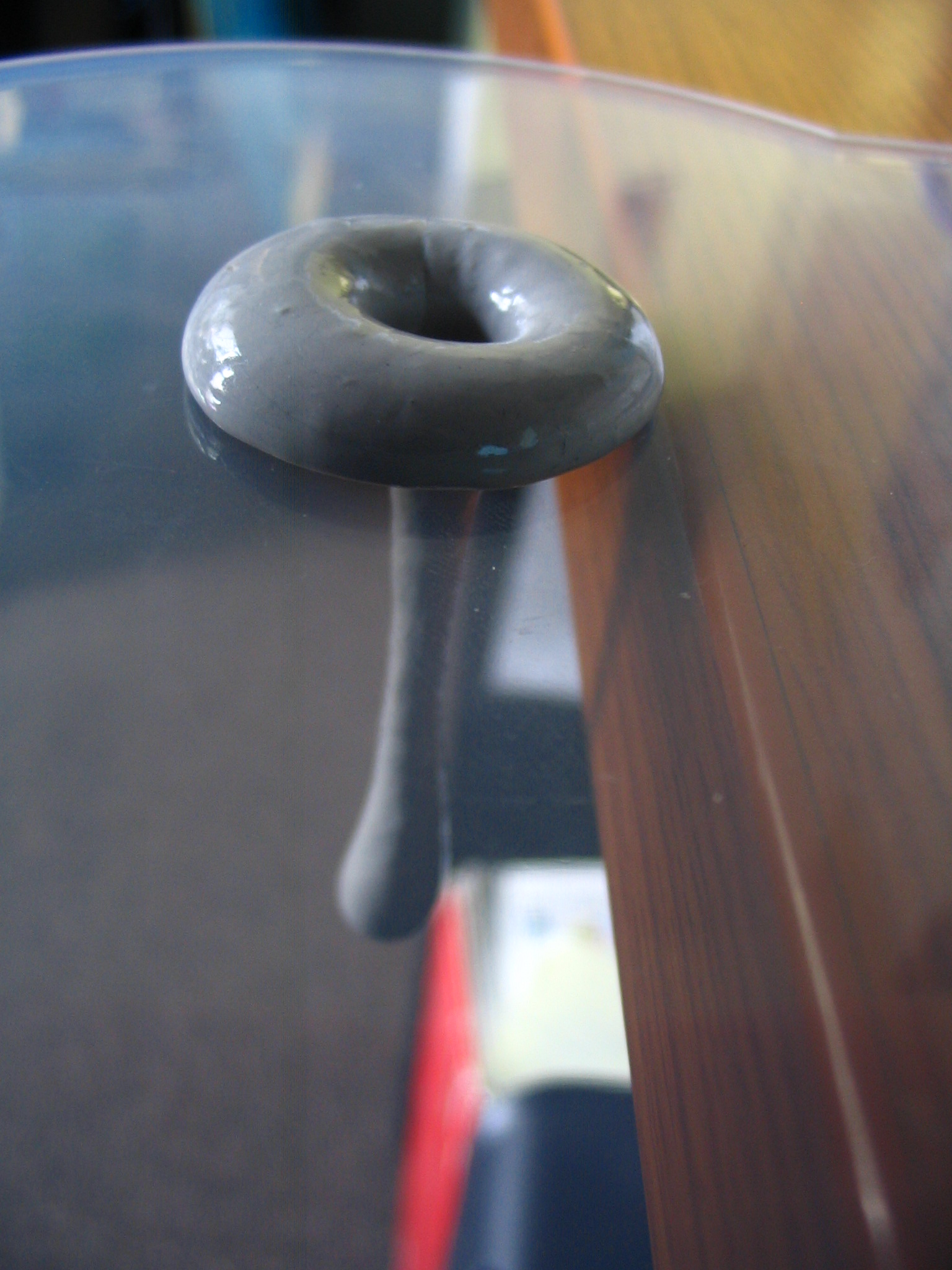
inteligentní plastelina

Tento pojem je známý hlavně mezi mládeží, která ji využívá jako antistres k uvolnění napětí, ale i bláznivou hračku. Tato hmota má oproti klasické plastelíně speciální vlastnosti. Skáče jako hopík, natahuje se jako žvýkačka, trhá se jako papír, tříští se jako porcelán, některé druhy ve tmě svítí, jiné mění barvu, přisávají se k magnetu nebo dokonce slabě elektrizují. Patří mezi tzv. nenewtonské kapaliny.
Její hlavní výhodou ale zůstává čistota práce s ní. Nelepí se na prsty a není tak mastná jako normální plastelína. Je vyrobena na bázi silikonu takže nikdy nevyschne ani se nezačne drolit. Je velice lehká.